# Trofeo Villa de Fuenlabrada
El Trofeo Villa de Fuenlabrada fue un torneo de fútbol amistoso disputado el día 1 de septiembre de 2011, con motivo de la inauguración del Estadio Fernando Torres de la localidad madrileña de Fuenlabrada.
El Atlético de Madrid fue el gran invitado del acto de inauguración del estadio, por la otra parte el equipo local el C.F. Fuenlabrada, que a partir de entonces, disputa todos sus encuentros como local en las nuevas instalaciones.
El estadio Fernando Torres tiene un aforo cercano a los 1.200 espectadores, aunque para el encuentro ante el Atlético de Madrid se colocaron gradas supletorias, llegando a las 3500 personas las que pudieron disfrutar del encuentro. El nuevo estadio sustituye al histórico campo de La Aldehuela. 
Antes del partido, los padres de Fernando Torres, futbolista del Chelsea FC, junto al Alcalde de Fuenlabrada, Manuel Robles, descubrieron una placa conmemorativa de la inauguración en la entrada del estadio.

## El partido
| Torneo                      | Fecha                   | Local          | Marcador | Visitante          |
| --------------------------- | ----------------------- | -------------- | -------- | ------------------ |
| Trofeo Villa de Fuenlabrada | 1 de septiembre de 2011 | CF Fuenlabrada | 0-3      | Atlético de Madrid |

GOLES
- 0-1. Minuto 4’. Collado resuelve en el área pequeña tras un pase de Reyes.
- 0-2. Minuto 29’. Taconazo de Adrián a Reyes, que le habilita, se va por velocidad y pasa en profundidad a Mario Suárez, que bate por debajo de las piernas a Basilio Sáncho.
- 0-3. Minuto 88’. Pase en profundidad de Noguera a Juanfran Torres, éste se interna dentro del área y centra para que Pedro fusile a David Borrás.[2]

ALINEACIONES
- Jugaron por el CF Fuenlabrada: Basilio; Huete, Miguelón, Marcos Mauro, Josué; Igna, Chumi, Jesús Sánchez, Eloy; Adrián y Quique Lorenzo. También jugaron David Borrás, Jesús, Josema, Sergio, David Hens, Borja, Miguel Ángel, Grande, Álvaro y Dani Hernando.

- Jugaron por el Atlético de Madrid: Sergio Asenjo (Iago, 75’); Antonio López (Kader, 70’), Pulido, Miranda, Filipe Luis (Javier Manquillo, 46’); Tiago (Gabi, 46’), Assunçao (Cidoncha, 70’), Mario Suárez (Noguera, 46’); Reyes (Juanfran Torres, 46’), Adrián (Pizzi, 46’) y Collado (Pedro, 46’).

- Árbitro: Sergio Pérez Muley (Comité Madrileño).

- Al finalizar el partido se realizó la entrega de los trofeos por parte del alcalde de la localidad, Manuel Robles. El capitán del Club Atlético de Madrid, Gabi levantó la copa de campeón del torneo.[3]